# 9-蒽甲醛
9-蒽甲醛是蒽形成的醛类衍生物，为可溶于常见有机溶剂的黄色固体，可由蒽的Vilsmeier甲酰化反应制得。它是常见的超分子組裝砌块。9-蒽甲醛的氢化反应可以得到9-蒽甲醇。